# كاثرين بلاك (ممثلة)
كاثرين بلاك هي ممثلة كندية، ولدت في القرن العشرين.

## وصلات خارجية
- الموقع الرسمي
- كاثرين بلاك (ممثلة) على موقع IMDb (الإنجليزية)
- كاثرين بلاك (ممثلة) على موقع قاعدة بيانات الفيلم (الإنجليزية)